# جزيرة سيغاجاه
جزيرة سيغاجاه وهي جزيرة من جزر إندونيسيا، وتقع في إقليم كالمنتان الشرقية.